# Просидба (ТВ филм)
„Просидба ” је југословенски ТВ филм из 1965. године. Режирао га је Даниел Марушић а сценарио је написан по делу Антона Чехова.

## Улоге
| Глумац       | Улога |
| ------------ | ----- |
| Ивка Дабетић |       |
| Перо Квргић  |       |
| Иван Шубић   |       |